# Moderato Wisintainer
Moderato Winsintainer (Alegrete, 14 de julio de 1902, Pelotas, 31 de junio de 1986) fue un jugador brasileño que participó en la Copa Mundial de Fútbol de 1930 en Uruguay. Jugó con su selección nacional cinco partidos donde anotó dos goles contra la selección de Bolivia.
En 1923 pasó al Flamengo, donde jugó la mayor parte de su carrera, hasta 1930. 
Se retiró en 1932 en el Guarani Futebol Clube de Alegrete, Río Grande del Sur.